# Prospero's Books
Prospero's Books is een Britse dramafilm uit 1991 onder regie van Peter Greenaway. De film is gebaseerd op het toneelstuk The Tempest van de Engelse auteur William Shakespeare.

## Verhaal
Prospero is de hertog van Milaan. In 1599 wordt hij afgezet door zijn broer Antonio. Samen met zijn dochter Miranda wordt hij vervolgens verbannen naar een eiland. Hij bereidt zijn terugkeer voor met 24 boeken, die zijn vriend Gonzalo mee kon smokkelen. Hij koestert wraakgevoelens, maar uiteindelijk overwint de vergiffenis.

## Rolverdeling
| Acteur            | Personage |
| ----------------- | --------- |
| John Gielgud      | Prospero  |
| Michael Clark     | Caliban   |
| Michel Blanc      | Alonso    |
| Erland Josephson  | Gonzalo   |
| Isabelle Pasco    | Miranda   |
| Tom Bell          | Antonio   |
| Kenneth Cranham   | Sebastian |
| Mark Rylance      | Ferdinand |
| Gerard Thoolen    | Adrian    |
| Pierre Bokma      | Francisco |
| Jim van der Woude | Trinculo  |
| Michiel Romeyn    | Stephano  |
| Paul Russell      | Ariel     |
| James Thiérrée    | Ariel     |